# Małopolska

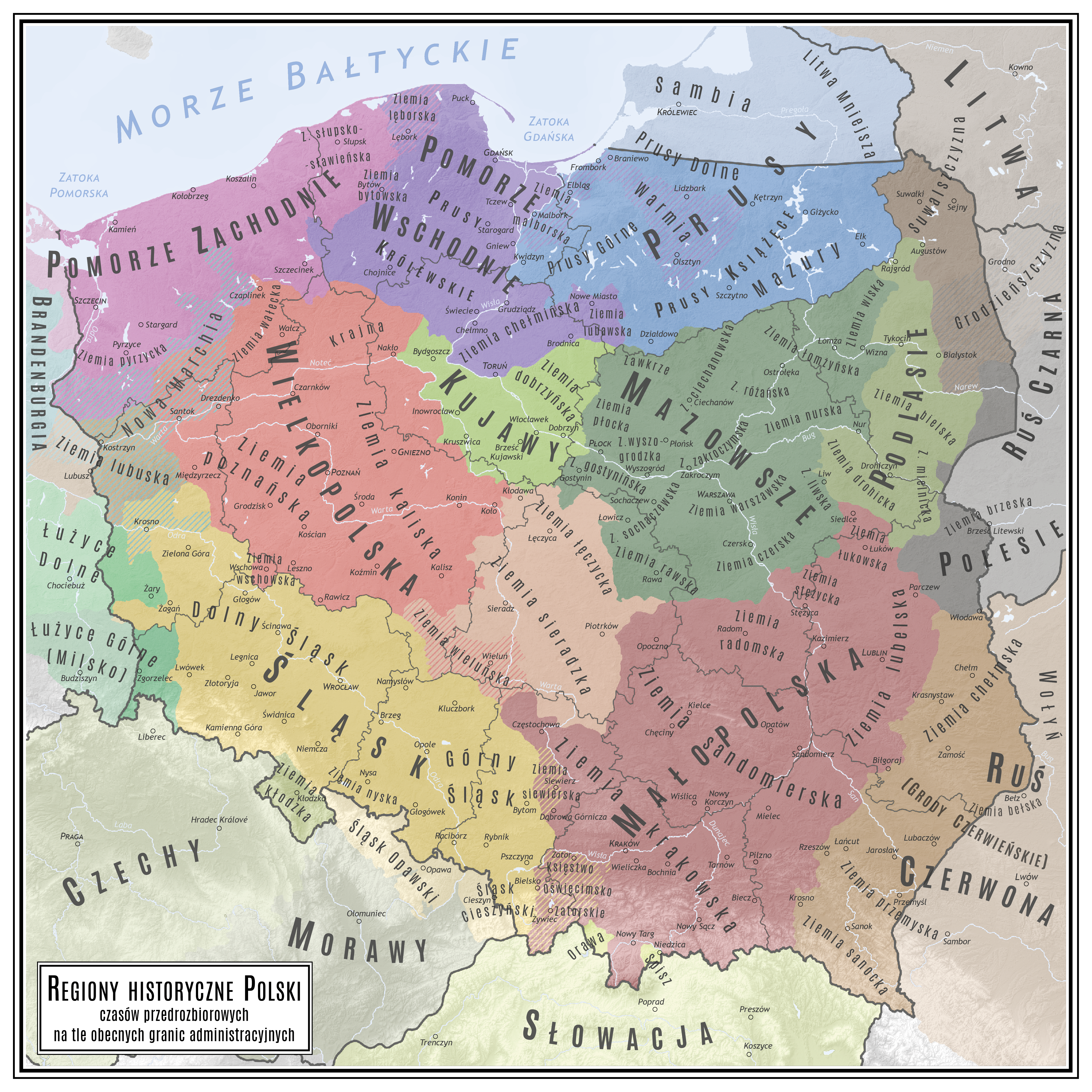
Małopolska i inne krainy historyczne Polski na tle współczesnych granic administracyjnych

Małopolska (łac. Polonia Minor) – kraina historyczna i etnograficzna Polski, obejmująca obecnie południowo-wschodnią część kraju, w górnym i częściowo środkowym dorzeczu Wisły oraz w dorzeczu górnej Warty. Stolicą Małopolski jest Kraków.

## Nazwa
Nazwa Małopolska została po raz pierwszy użyta w źródłach pisanych w 1411 roku, a potwierdzona została dopiero w roku 1493 w statucie piotrkowskim króla Jana Olbrachta (podczas obrad dwuizbowego sejmu walnego w Piotrkowie w latach 1493–1496) w celu odróżnienia tej części państwa od Wielkopolski (łac. Polonia Maior). Pierwotne znaczenie tej nazwy nie jest pewne – słowa maior i minor można odczytywać tu w kilku kontekstach (nie tylko najbardziej oczywiste większa – mniejsza, ale też np. starsza – młodsza, rozszerzona – właściwa).
Obecnie, po wprowadzeniu reformy administracyjnej w 1999 roku, określenia „Małopolska” używa się potocznie w stosunku do obszaru, utworzonego w trakcie wspomnianej reformy województwa małopolskiego w charakterze synonimu lub akronimu. Ma to m.in. odzwierciedlenie w nomenklaturze Urzędu Marszałkowskiego objawiającej się przykładowo w logo województwa.

## Położenie

### Współczesny podział administracyjny
Do Małopolski należą tereny współcześnie zaliczone do województw: małopolskiego (bez polskich części Orawy i Spisza), świętokrzyskiego (całość), lubelskiego (zachodnia część), podkarpackiego (zachodnia część), łódzkiego (wschodnia część), mazowieckiego (część południowa) i śląskiego (wschodnia, północna i południowo-wschodnia część).

### Terytorium
Do XVIII wieku właściwą Małopolskę stanowiły obszary trzech dawnych województw: krakowskiego, sandomierskiego i lubelskiego. Definiował tak Małopolskę zarówno Marcin Kromer (1577), jak i Szymon Starowolski (1632). Województwa te powstały z istniejących wcześniej ziem: krakowskiej, sandomierskiej, lubelskiej. Siedzibą sejmiku generalnego dla prowincji małopolskiej było Nowe Miasto Korczyn. Oprócz tego w skład Małopolski wchodziły kupione (w XV wieku) przez Zbigniewa Oleśnickiego, biskupa krakowskiego, od książąt śląskich księstwo siewierskie, oraz odzyskane przez Władysława Jagiełłę (najpierw drogą zastawu) starostwo spiskie z 13 miastami.
| Herb | Województwo                                                                                         | Stolica    | Obraz | Sejmik     | Obraz |
| ---- | --------------------------------------------------------------------------------------------------- | ---------- | ----- | ---------- | ----- |
|      | Województwo krakowskie (z włączonymi księstwami oświęcimskim, zatorskim oraz księstwem siewierskim) | Kraków     |       | Proszowice |       |
|      | Województwo sandomierskie                                                                           | Sandomierz |       | Opatów     |       |
|      | Województwo lubelskie                                                                               | Lublin     |       | Lublin     |       |

### Granice
Małopolska graniczy na zachodzie ze Śląskiem. Na południowym zachodzie tradycyjną granicą ze Śląskiem jest Biała – granica między dawnymi diecezjami wrocławską i krakowską. Na południowym zachodzie granica biegnie szczytami Beskidu Śląskiego: Klimczok, Barania Góra, Ochodzita. Teren księstwa oświęcimskiego i zatorskiego w latach 1179–1445 był we władaniu książąt opolsko-raciborskich, następnie cieszyńskich, a także króla czeskiego. W Górnośląskim Okręgu Przemysłowym granicą jest Brynica oraz Przemsza wzdłuż Jaworzna. W latach od 1331 do 1817 Imielin, Kosztowy i Chełm Śląski były własnością biskupów krakowskich. Do 1179 kasztelania bytomska była częścią Małopolski.
Północna granica z Mazowszem przebiega wzdłuż obrzeży ziemi sandomierskiej i przebiegała przez Wyśmierzyce na linii Pilicy do Stoczka, następnie okolice Żelechowa do Liwca.
Na wschodzie Małopolska graniczy z Rusią Czerwoną, z czego południowa część granicy przebiegała wzdłuż rzeki Jasiołki.
Południowa granica Małopolski to granica Rzeczypospolitej (z wyjątkiem Spiszu i Orawy).
Północna, południowa oraz wschodnia granica Małopolski niemal w całości pokrywa się z granicami dawnych województw w I Rzeczypospolitej: krakowskiego, sandomierskiego i lubelskiego.

## Podział na regiony
Na obszarze Małopolski wykształciły się następujące regiony historyczno-kulturowe:
- Ziemia krakowska
  - Zagłębie Krakowskie
  - Zagłębie Dąbrowskie
  - Sądecczyzna
  - Żywiecczyzna
  - Podhale
- Ziemia sandomierska
  - Kielecczyzna
  - Ziemia radomska
- Ziemia lubelska
  - Powiśle Lubelskie

Z Małopolską związanych jest ponadto wiele grup etnograficznych posiadających własne obszary zasięgu kulturowego.

## Historia

### Archeologia
Epoka brązu (XVIII wiek p.n.e. – VIII wiek p.n.e.)
Epoka żelaza (od VIII wiek p.n.e.)

### Państwo Wiślan

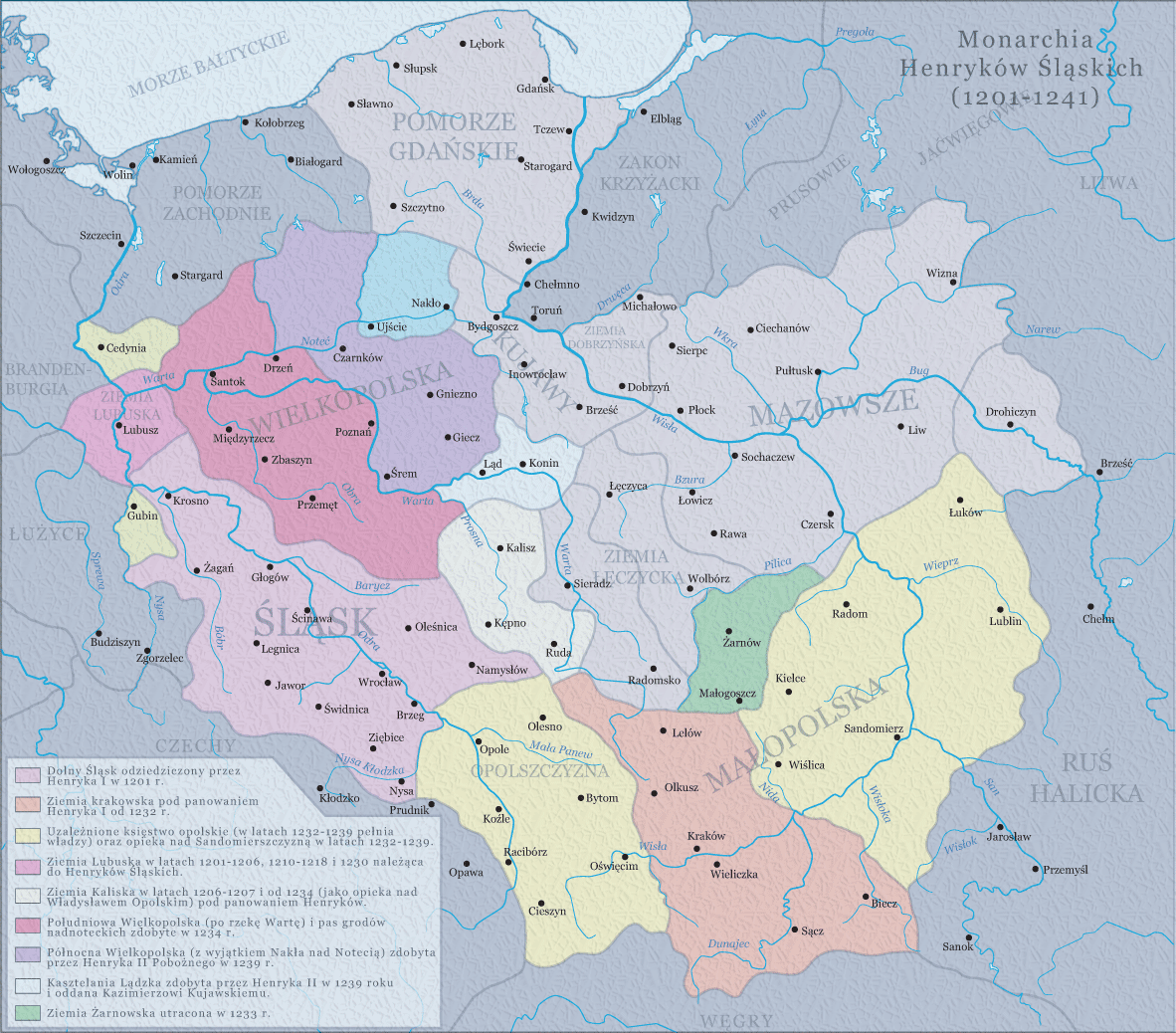
Polska w okresie rozbicia dzielnicowego

Prawdopodobnie pod koniec VIII w. powstało na ziemiach późniejszej Małopolski państwo Wiślan, które uznaje się wraz z państwem Polan za kolebkę państwowości polskiej. Stolicą Wiślan był Kraków (Wawel) lub Wiślica. Nie jest pewne, czy w skład państwa Wiślan wchodziła ziemia sandomierska, którą od ziemi krakowskiej odróżniają wzorce osadnictwa doby plemiennej oraz brak w ziemi sandomierskiej „wielkich grodów” wiślańskich. Oddzielał także te regiony płaszcz lasów staszowskich (Puszcza Rytwiańska i Szydłowska).
Istnieją hipotezy, jakoby Wiślanie w IX w. zostali podporządkowani państwu wielkomorawskiemu i przyjęli za jego pośrednictwem chrześcijaństwo; nie znajdują one jednak przekonującego oparcia w materiale dowodowym. Upadek państwa wielkomorawskiego nie przyniósł radykalnej zmiany sytuacji politycznej w Małopolsce. Być może w X wieku ziemie Wiślan znalazły się pod panowaniem czeskim, jednak nie da się rozstrzygnąć, kiedy to nastąpiło, jaki miało zasięg, charakter i czy w ogóle miało miejsce.

### Państwa Piastów i Przemyślidów

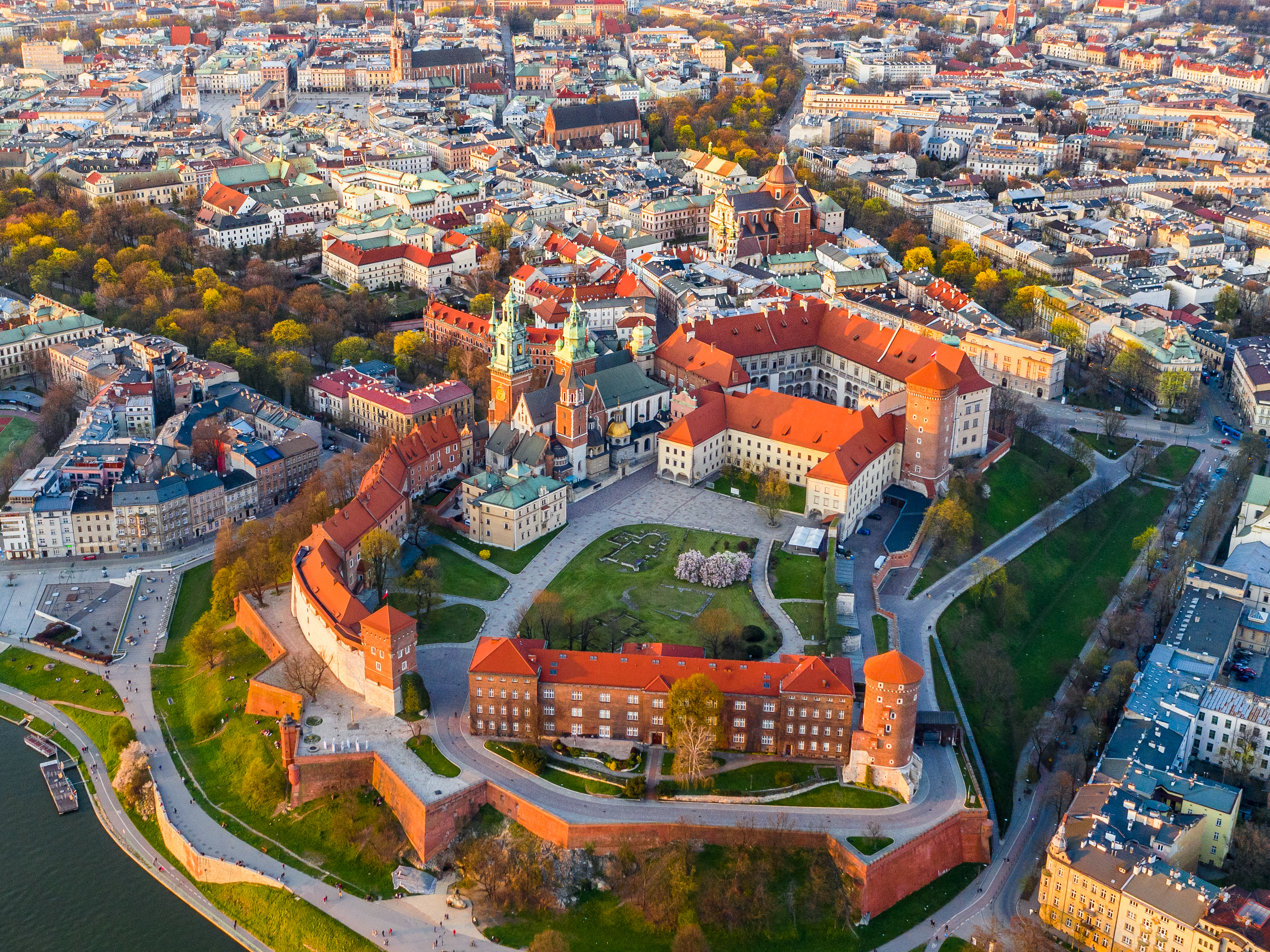
Wawel – dawna siedziba królów Polski

Pod koniec X wieku Polanie wcielili Małopolskę do swego państwa (według jednej z teorii, w wyniku wojny polsko-czeskiej w 989). Utworzono wtedy dwie prowincje: krakowską oraz sandomierską. Co najmniej od 1000 roku w Krakowie znajdowała się siedziba biskupstwa, która obejmowała znaczną część regionu, a za panowania Kazimierza I Odnowiciela miasto stało się główną siedzibą książęcą. W 1040 roku Kraków stał się stolicą Polski.
W 1138 na mocy ustawy sukcesyjnej Bolesława Krzywoustego kraj został podzielony na dzielnice. Ziemie krakowska i sandomierska stały się główną częścią dzielnicy senioralnej, a Kraków stał się siedzibą seniora. Z czasem jednak książęta krakowscy stracili faktyczne zwierzchnictwo nad innymi władcami piastowskimi. W 1177 wybuchł bunt możnowładztwa przeciwko Mieszkowi III Staremu, którego wygnano z kraju. Łamiąc postanowienia senioratu, na tron krakowski powołano wtedy Kazimierza II Sprawiedliwego, najmłodszego syna Bolesława Krzywoustego.
W 1320 w katedrze wawelskiej miała miejsce koronacja Władysława Łokietka, kończąca symbolicznie okres rozbicia dzielnicowego. Odtąd aż do 1734 Kraków był miejscem koronacji królów Polski. W 1333 zmarł Władysław Łokietek. Pogrzeb króla w Krakowie umocnił rolę miasta jako metropolii monarszej. W tym samym roku rozpoczęło się panowanie Kazimierza Wielkiego. Za panowania Kazimierza Wielkiego powstał wielki system obronny warowni królewskich zabezpieczających zachodnią granicę państwa od strony Śląska.
W 1474 roku ziemia lubelska i ziemia łukowska zostały wydzielone z województwa sandomierskiego jako województwo lubelskie.

### I Rzeczpospolita

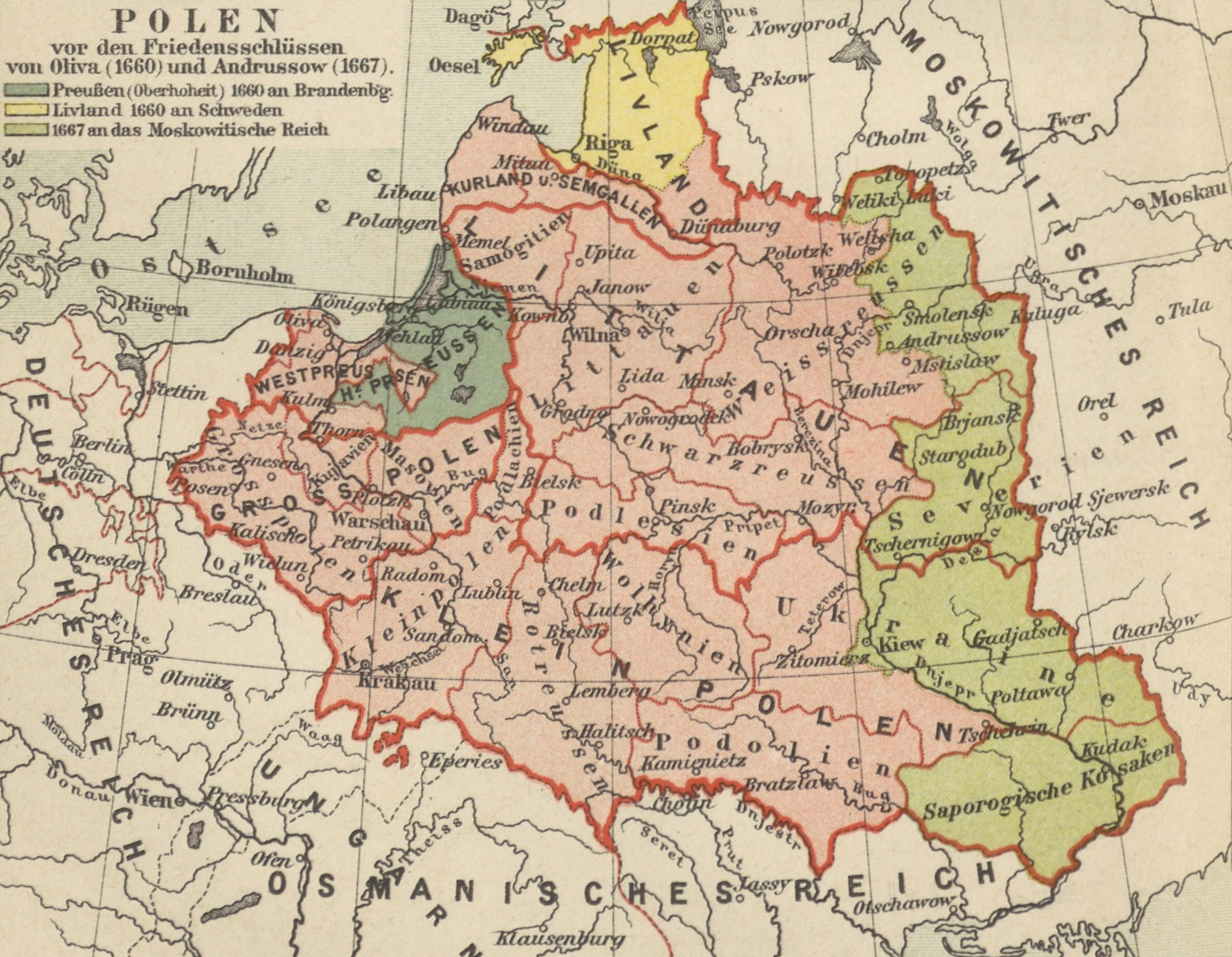
Małopolska (niem. Kleinpolen, napisana małymi literami) przed rokiem 1660, fragment mapy austriackiego towarzystwa bibliograficznego (1890)

W czasach I Rzeczypospolitej za Małopolskę powszechnie uważano tereny ówczesnych województw: krakowskiego, sandomierskiego i lubelskiego, co miało swoje źródło w kształtowaniu się krain historycznych za czasów Piastów i Jagiellonów. Tak była ona rozumiana wśród ówczesnej ludności Polski. Ponadto utworzona została, jako jednostka administracyjna, prowincja małopolska, która obejmowała również Podlasie, Ruś Czerwoną, Podole, Wołyń, Ukrainę. Nie należy jej jednak mylić z właściwą Małopolską jako regionem historycznym.
W 1609 roku król Zygmunt III Waza przeniósł stolicę Polski z Krakowa do Warszawy i tym samym przyczynił się do zahamowania rozwoju Krakowa oraz spadku jego znaczenia.

### Czasy zaborów

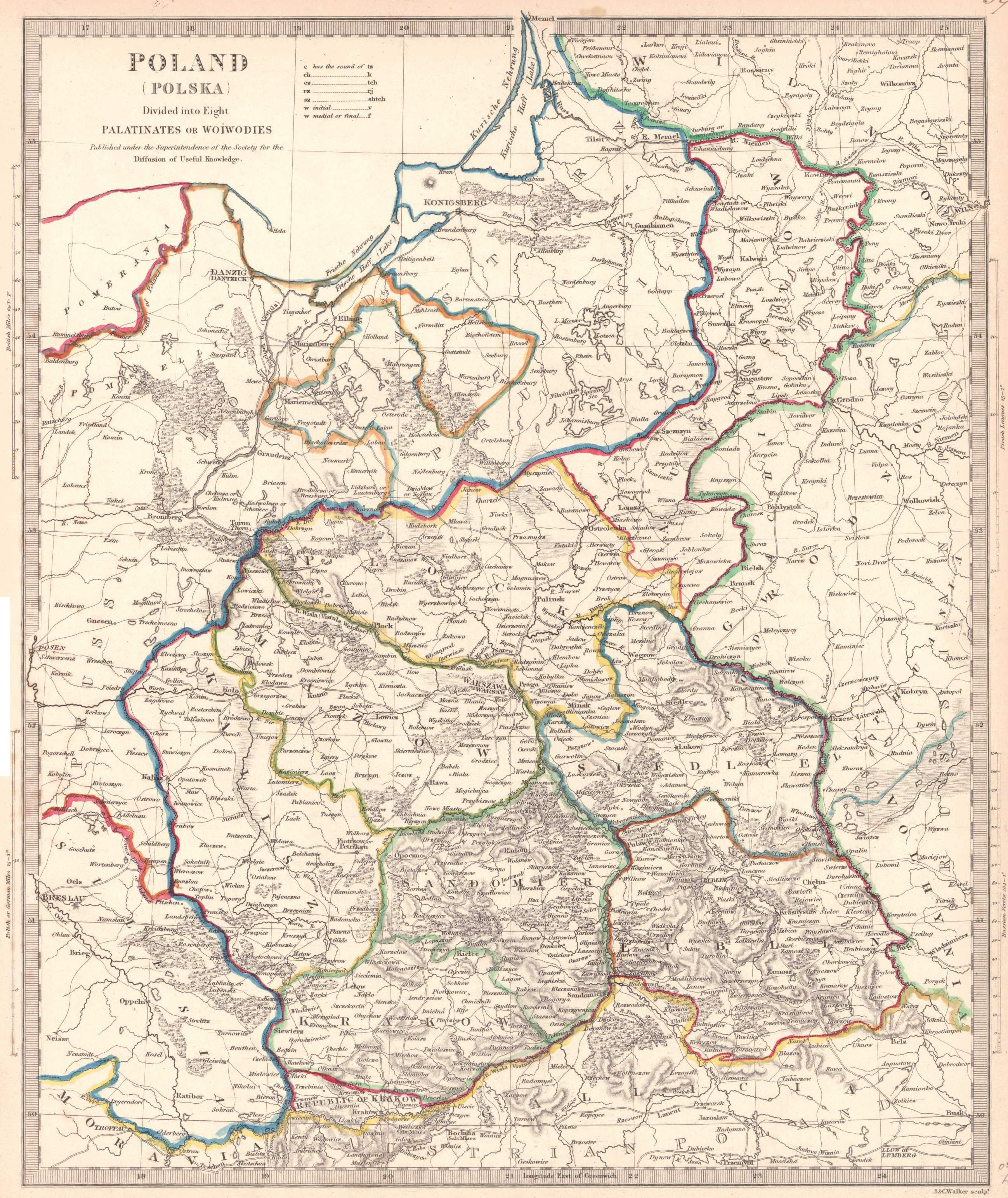
Podział administracyjny Królestwa Polskiego w 1831 r. Mapa przedstawia podział z lat 1816–1844

W efekcie rozbiorów Małopolska stała się częścią Monarchii Habsburgów i w niewielkiej części Królestwa Prus. W 1770 r. Austria przejęła powiaty nowotarski, nowosądecki i czorsztyński, w ramach I rozbioru – południową Małopolskę do Wisły, w ramach II rozbioru Prusy zajęły północno-zachodnią Małopolskę z Częstochową, a w ramach III rozbioru w skład Austrii weszły terytoria między Pilicą i Bugiem wraz z Krakowem, Sandomierzem, Radomiem, Kielcami i Lublinem. Tereny otrzymane przez Austrię w 1795 nazwano Nową Galicją (w odróżnieniu od „starej”, obejmującej tereny otrzymane w 1772).
W latach 1807–1815 (od traktatu w Tylży do kongresu wiedeńskiego) pruska część Małopolski, a od 1809 także Nowa Galicja, stanowiła część Księstwa Warszawskiego. Od 1815 roku Małopolska leżała w granicach Rosji (do Królestwa Kongresowego weszły ziemie Księstwa Warszawskiego) i Austrii oraz Rzeczypospolitej Krakowskiej, anektowanej w 1846 roku przez Austrię.
Dotychczasowe rozumienie Małopolski zostało zatarte, zaś jej obie części zaczęły się różnicować społecznie i gospodarczo. Podziały administracyjne, narzucone przez zaborców, przestały odzwierciedlać tradycję historyczną Polski. Zapoczątkowane wtedy utożsamianie Małopolski z Galicją po stronie austriackiej do dzisiaj ma swoje konsekwencje w polskiej tożsamości społecznej i w podziale administracyjnym kraju (choć przecież austriacka Galicja zajmowała znacznie większy obszar niż dzisiejsze województwo małopolskie; obejmowała też tereny, które historyczną Małopolską nie były).

### II Rzeczpospolita i II wojna światowa

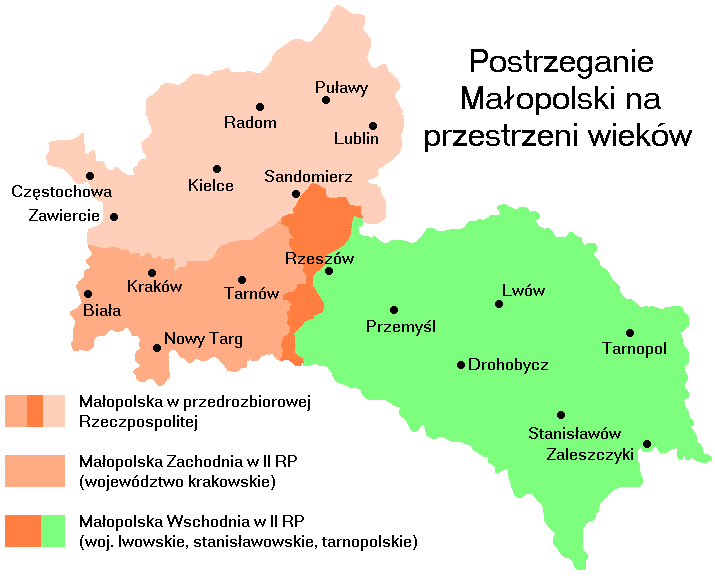
Postrzeganie Małopolski na przestrzeni wieków

W II Rzeczypospolitej nazwą „Małopolska” obejmowano Galicję, a nie przedrozbiorowe terytorium Małopolski. Małopolskę Zachodnią stanowiło województwo krakowskie, a województwa: lwowskie, tarnopolskie i stanisławowskie zaczęto określać mianem Małopolski Wschodniej, zgodnie z nazewnictwem z czasów austriackich, kiedy to nieformalnie stosowano podział na Galicję Zachodnią i Wschodnią, przy czym ich granicę stanowił zasięg właściwości Sądu Apelacyjnego w Krakowie i Sądu Apelacyjnego we Lwowie.
W latach 1936–1939 w południowo-centralnych dzielnicach Polski powstawał Centralny Okręg Przemysłowy (COP). Był jednym z największych przedsięwzięć gospodarczych II Rzeczypospolitej. Celem COP-u było zwiększenie ekonomicznego potencjału Polski, rozbudowa przemysłu ciężkiego i zbrojeniowego, a także zmniejszenie bezrobocia wywołanego skutkami wielkiego kryzysu. Na rozwój COP-u przeznaczano w latach 1937–1939 około 60% całości wydatków inwestycyjnych o łącznej wartości 1925 mln zł.
W okresie II wojny światowej tereny Małopolski weszły w skład Generalnego Gubernatorstwa.

### Polska Ludowa i III Rzeczpospolita
Po II wojnie światowej historyczna Małopolska wchodziła w skład województw: krakowskiego, kieleckiego oraz częściowo łódzkiego, lubelskiego, rzeszowskiego i śląskiego.
1 stycznia 1999 r., w wyniku reformy administracyjnej, po raz pierwszy od ponad 200 lat oficjalnie jednemu z obszarów Polski nadano nazwę „województwo małopolskie”, nawiązującą do historycznego pojęcia Małopolski.
We współczesnej polskiej tożsamości społecznej do Małopolski najczęściej zaliczane są obszary obecnego województwa małopolskiego i podkarpackiego (mimo że większość terytorium tego drugiego historycznie nie leży w obrębie Małopolski, lecz Rusi Czerwonej, w tym sam Rzeszów). Zwraca się również uwagę na małopolskie korzenie terenów województwa świętokrzyskiego oraz okolic Lublina, Radomia, Częstochowy i Bielska-Białej. Historyczną i etnograficzną częścią Małopolski są również tereny leżące obecnie w województwie śląskim: Zagłębie Dąbrowskie, Zagłębie Krakowskie, Żywiecczyzna, dawna Biała Krakowska (wraz z południowo wschodnią częścią powiatu bielskiego), powiat częstochowski, powiat myszkowski, powiat zawierciański, tereny dawnego księstwa siewierskiego.
Na początku XXI wieku Kraków ponownie stał się drugim co do wielkości miastem Polski.

## Warunki naturalne

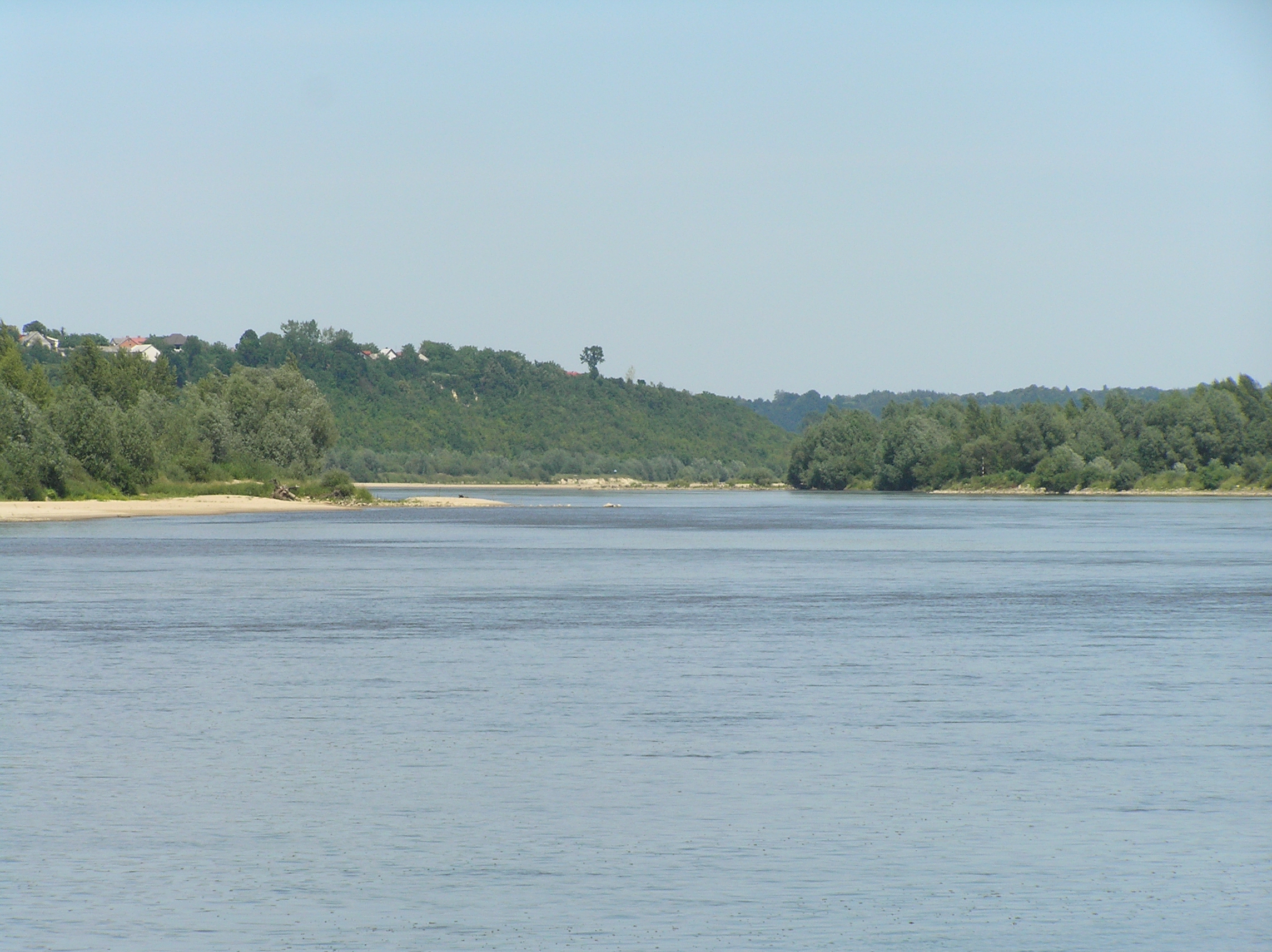
Małopolski Przełom Wisły w Kazimierzu Dolnym

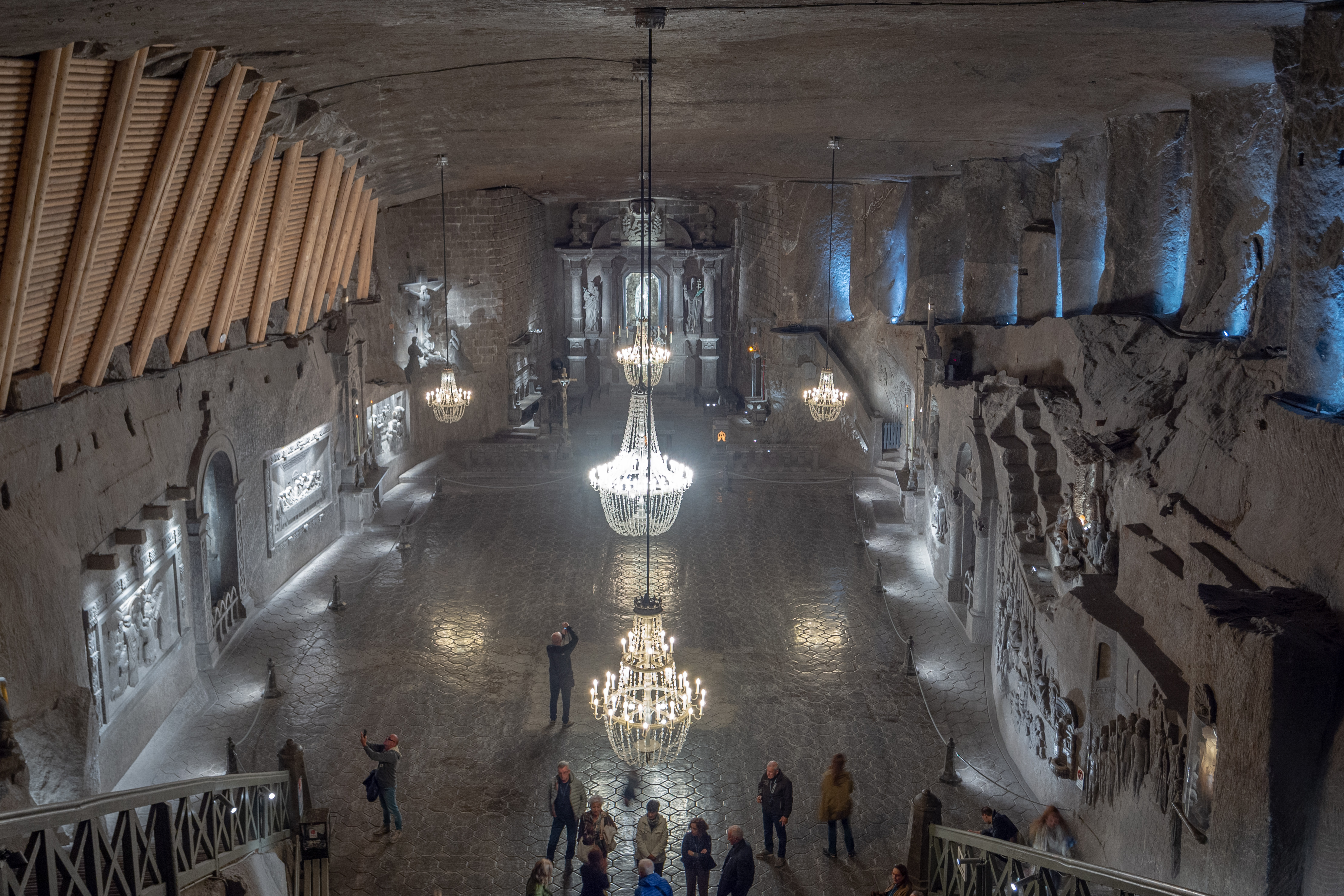
Kopalnia soli w Wieliczce

Małopolska na południu oparta jest o podalpejskie pasmo Karpat, również w Beskidach ma jeszcze kilka łańcuchów górskich i wzniesień. Na północy skałki Jury Krakowskiej i kulminacje Gór Świętokrzyskich, na wschodzie Roztocze. Pomiędzy wzgórzami rozciągają się pola żyznych nizin w regionie Pogórza oraz dolin w widłach Wisły i Sanu. Góry małopolskich Karpat bogate są w złoża żelaza, soli, ropy naftowej oraz uranu. Nasłonecznione stoki Pogórzy i dolin nadają się do uprawy owoców i winnej latorośli. Najstarszymi miastami są zgodnie z datami lokacji:  Sandomierz (przed 1227), Bochnia (1253), Zawichost (1255) i Kraków (1257) .
Aż do czasu nadejścia Słowian przypuszczalnie Celtowie stanowili dominujący element kulturowy na tym obszarze. Ich obecnością można też próbować wyjaśniać cechy oraz odrębne powiązania Wiślan w wiekach od VIII do X. W okresie rządów austriackich Małopolska z centralnym ośrodkiem w Krakowie stanowiła zachodnią połowę Galicji. Przed okresem industrializacji korzystne warunki naturalne powodowały poważne przeludnienie wsi.
Prawie cały region znajduje się w dorzeczu Wisły, tylko niewielkie zachodnie krańce znajdują się w dorzeczu Odry. Źródła wód mineralnych znajdują się w Pieninach, Beskidzie Sądeckim oraz w Beskidzie Niskim gdzie występują wody „szczawy”. Znajdują się tam liczne uzdrowiska z wodami mineralnymi, np.: Piwniczna-Zdrój, Muszyna, Krynica-Zdrój, Wysowa.
Na południu regionu znajduje się najwyższe pasmo górskie w łańcuchu Karpat – Tatry. Najwyższym szczytem Małopolski są Rysy (2499 m n.p.m.). W północnej części zlokalizowane są Góry Świętokrzyskie.
Okolice Wieliczki i Bochni słyną z wielowiekowej tradycji wydobywania soli kamiennej. Na terenie Małopolski leży Lubelskie Zagłębie Węglowe.

## Miasta
Do największych miast Małopolski (powyżej 40 tys. mieszkańców) należą:
| Lp. | Miasto                  | Ludność | Powierzchnia | Województwo    |
| --- | ----------------------- | ------- | ------------ | -------------- |
| 1.  | Kraków                  | 803 282 | 326,85 km²   | małopolskie    |
| 2.  | Lublin                  | 331 991 | 147,45 km²   | lubelskie      |
| 3.  | Częstochowa             | 209 395 | 159,71 km²   | śląskie        |
| 4.  | Radom                   | 198 754 | 111,80 km²   | mazowieckie    |
| 5.  | Sosnowiec               | 191 676 | 91,06 km²    | śląskie        |
| 6.  | Kielce                  | 184 520 | 109,65 km²   | świętokrzyskie |
| 7.  | Bielsko-Biała           | 168 319 | 124,51 km²   | śląskie        |
| 8.  | Dąbrowa Górnicza        | 115 955 | 188,73 km²   | śląskie        |
| 9.  | Tarnów                  | 105 922 | 72,38 km²    | małopolskie    |
| 10. | Jaworzno                | 88 267  | 152,67 km²   | śląskie        |
| 11. | Nowy Sącz               | 80 756  | 57,58 km²    | małopolskie    |
| 12. | Siedlce                 | 76 005  | 32,00 km²    | mazowieckie    |
| 13. | Ostrowiec Świętokrzyski | 63 394  | 46,43 km²    | świętokrzyskie |
| 14. | Tomaszów Mazowiecki     | 58 796  | 41,30 km²    | łódzkie        |
| 15. | Stalowa Wola            | 58 545  | 82,52 km²    | podkarpackie   |
| 16. | Mielec                  | 56 972  | 46,89 km²    | podkarpackie   |
| 17. | Będzin                  | 55 065  | 37,50 km²    | śląskie        |
| 18. | Zawiercie               | 47 720  | 85,30 km²    | śląskie        |
| 19. | Starachowice            | 47 638  | 31,82 km²    | świętokrzyskie |
| 20. | Puławy                  | 44 504  | 50,49 km²    | lubelskie      |
| 21. | Skarżysko-Kamienna      | 44 260  | 64,39 km²    | świętokrzyskie |
| 22. | Tarnobrzeg              | 44 156  | 85,39 km²    | podkarpackie   |
| 23. | Dębica                  | 42 692  | 33,83 km²    | podkarpackie   |